# ألبرت سيدني كامب
ألبرت سيدني كامب هو محامي وسياسي أمريكي، ولد في 26 يوليو 1892 في مورلاند في الولايات المتحدة، وتوفي في 24 يوليو 1954 في بيثيسدا في الولايات المتحدة. نشط حزبياً في الحزب الديمقراطي.

## مناصب
- انتخب وكيل وزارة العدل الأميركية (1934 – 1939).
- انتخب مندوب [الإنجليزية]‏ ( – 1924).
- انتخب عضو مجلس نواب جورجيا ‏ (1923 – 1928).
- انتخب عضو مجلس النواب الأمريكي [الإنجليزية]‏ (1 أغسطس 1939 – 24 يوليو 1954).